# Pierre-William Glenn
Pierre-William Glenn (Parijs, 31 oktober 1943 – Nogent-sur-Marne, 24 september 2024) was een Frans cameraman en filmregisseur.

## Leven en werk
Na zijn studies wiskunde legde Glenn in 1964 een succesvol ingangsexamen af voor het Institut des hautes études cinématographiques (IDHEC). Hij werd er gevormd door cameraregisseur Alain Derobe. Al vlug werd hij assistent-operateur. Hij deed ervaring op met camerawerk voor de televisie en voor enkele korte films van onder meer Claude Miller.
Aan het begin van zijn carrière werkte hij een aantal keren samen met regisseurs die uit de nouvelle vague voortkwamen zoals 
François Truffaut en Jacques Rivette. Het drama Paulina s'en va (1969), het lange speelfilmdebuut van André Téchiné, een nazaat van de Nouvelle vague, was de eerste lange speelfilm die Glenn in beeld bracht. 
Tussen 1974 en 1984 verleende hij zijn medewerking opvallend dikwijls aan onder meer Alain Corneau, José Giovanni, Bertrand Tavernier en Jean-Claude Missiaen, cineasten die beïnvloed werden door de Amerikaanse film en door de film noir in bijzonderheid. De creatieve tandem Tavernier-Glenn nam samen zeven films op. In die drukke en meest vruchtbare periode uit Glenns relatief kortstondige carrière vielen de talrijke misdaadfilms op. Gedegen regisseurs als Joseph Losey, Maurice Pialat, Yves Boisset en Yannick Bellon mochten eveneens meermaals op zijn cinematografisch talent rekenen.
In 1975 draaide Glenn Le Cheval de fer, een documentaire over het universum van de motorfiets. Tien jaar later, in 1985, leverde hij met het drama Les Enragés zijn debuut als filmregisseur van langspeelfilms af. Twee andere films volgden nog.
Vanaf de jaren negentig werden zijn bijdragen als cameraman heel schaars. Vermeldenswaardig in die tijd was zijn camerawerk voor Claude Lelouch.
Glenn was de eerste om filmmateriaal van Fujifilm te gebruiken en werd de Franse specialist van de steadicam.
Glenn overleed in september 2024 op 80-jarige leeftijd.

## Filmografie

### Cameraman (ruime selectie)
- 1969 - Paulina s'en va (André Téchiné)
- 1971 - Out 1 (Jacques Rivette)
- 1971 - Un aller simple (José Giovanni)
- 1971 - Où est passé Tom ? (José Giovanni)
- 1972 - État de siège (Costa-Gavras)
- 1972 - Une belle fille comme moi (François Truffaut)
- 1973 - La Nuit américaine (François Truffaut)
- 1974 - La Femme de Jean (Yannick Bellon)
- 1974 - France société anonyme (Alain Corneau)
- 1974 - L'Horloger de Saint-Paul (Bertrand Tavernier)
- 1974 - La Jeune fille assassinée (Roger Vadim)
- 1975 - Le Cheval de fer (Pierre-William Glenn) (documentaire)
- 1975 - Que la fête commence (Bertrand Tavernier)
- 1976 - L'Argent de poche (François Truffaut)
- 1976 - Le Juge et l'Assassin (Bertrand Tavernier)
- 1976 - Le Voyage de noces (Nadine Trintignant)
- 1976 - Comme un boomerang (José Giovanni)
- 1976 - Monsieur Klein (Joseph Losey)
- 1977 - Portrait de groupe avec dame (Aleksandar Petrovic)
- 1977 - La Menace (Alain Corneau)
- 1978 - L'Amour violé (Yannick Bellon)
- 1978 - Avalanche (Corey Allen)
- 1978 - Passe ton bac d'abord (Maurice Pialat)
- 1978 - Les Routes du sud (Joseph Losey)
- 1979 - A Little Romance (George Roy Hill)
- 1979 - Série noire (Alain Corneau)
- 1980 - L'Entourloupe (Gérard Pirès)
- 1980 - Extérieur, nuit (Jacques Bral)
- 1980 - La Mort en direct (Bertrand Tavernier)
- 1980 - Loulou (Maurice Pialat)
- 1980 - Une semaine de vacances (Bertrand Tavernier)
- 1981 - Allons z'enfants (Yves Boisset)
- 1981 - Le Choix des armes (Alain Corneau)
- 1981 - Coup de torchon (Bertrand Tavernier)
- 1982 - Le Choc (Robin Davis)
- 1982 - L'Étoile du Nord (Pierre Granier-Deferre)
- 1982 - Tir groupé (Jean-Claude Missiaen)
- 1983 - Mississippi Blues (Bertrand Tavernier en Robert Parrish)
- 1983 - Le Prix du danger (Yves Boisset)
- 1983 - La Crime (Philippe Labro)
- 1984 - Ronde de nuit (Jean-Claude Missiaen)
- 1989 - Street of No Return (Samuel Fuller)
- 1989 - A Dry White Season (Euzhan Palcy)
- 1989 - Les Enfants du désordre (Yannick Bellon)
- 1989 - L'Orchestre rouge (Jacques Rouffio)
- 1992 - L'Affût (Yannick Bellon)
- 1998 - Hasards ou Coïncidences (Claude Lelouch)
- 1999 - Fait d'hiver (Robert Enrico)
- 2001 - And Now... Ladies and Gentlemen (Claude Lelouch)
- 2002 - 11'09"01 September 11 (episode Frankrijk van Claude Lelouch)
- 2003 - Cette femme-là (Guillaume Nicloux)
- 2005 - Un fil à la patte (Michel Deville)

### Regisseur
- 1975 - Le Cheval de fer
- 1985 - Les Enragés
- 1987 - Terminus
- 1993 - 23h58

- Biblioteca Nacional de España: XX1513341
- Bibliothèque nationale de France: cb13989189t (data)
- Gemeinsame Normdatei: 139180605
- International Standard Name Identifier: 0000 0001 2095 8601
- Library of Congress Control Number: no92009105
- Nationale Bibliotheek van Tsjechië: xx0155878
- Nationale Bibliotheek van Israël: 987007345748005171
- Système universitaire de documentation: 059158999
- Virtual International Authority File: 31562610
- WorldCat: E39PBJycPGwTcJ6hgyCQxhjQv3